# Herbert Sczepan
Herbert Sczepan (* 2. Januar 1927 in Herne; † 15. November 2004 in Bad Homburg vor der Höhe) war ein baptistischer Pastor, Evangelist und langjähriger Leiter der Heimatmission (ab 2006: Dienstbereich Mission) des Bundes Evangelisch-Freikirchlicher Gemeinden und damit Mitglied der Bundesgeschäftsführung  seiner Freikirche.

## Leben
Aufgewachsen in der Zeit des Nationalsozialismus setzte sich Sczepan schon früh mit der faschistischen Weltanschauung auseinander. Er ließ sich in einer Baptistengemeinde taufen. Ursprünglich wollte Sczepan die Beamtenlaufbahn im Postdienst einschlagen, entschied sich dann aber für den Beruf des Pastors.
Von 1952 bis 1955 studierte Herbert Sczepan Theologie am Theologischen Seminar Hamburg-Horn. Der Ausbildung folgten Gemeindedienste in Pinneberg, Duisburg und Lübeck. Von 1975 bis 1991 war Sczepan Leiter der Evangelisch-Freikirchlichen Heimatmission mit Sitz in Bad Homburg. Sein Nachfolger im Amt wurde Wilfried Bohlen. 
Neben seiner pastoralen Gemeindearbeit wirkte Sczepan vor allem als evangelistischer Verkündiger und predigte in Missionszelten und Kongresshallen vor bis zu Tausenden von Zuhörern. In einem Nachruf heißt es: „Er hatte eine ausgesprochen evangelistische Begabung und fand für seine Generation die richtige Sprache.“ (Zeitschrift DIE GEMEINDE. November 2004). In seiner Dienstzeit als Leiter der Heimatmission entstanden über 30 neue Evangelisch-Freikirchliche Gemeinden.
Am 15. November 2004 erlag Herbert Sczepan einem schweren Krebsleiden.